# Wilhelm Stieber

Wilhelm Stieber

Wilhelm Johann Carl Eduard Stieber (* 3. Mai 1818 in Merseburg; † 29. Januar 1882 in Berlin) war ein deutscher Jurist, Journalist, Autor und Polizeibeamter und preußischer Geheimer Regierungsrat. Von 1863 bis 1873 war er für Otto von Bismarck tätig.

## Leben und Wirken

### Jugend, Ausbildung und Tätigkeit am Kammergericht
Wilhelm Stieber war der älteste Sohn des preußischen Kanzleisekretärs Carl August Stieber und besuchte in Berlin das Gymnasium zum Grauen Kloster. Gegen den Wunsch seines Vaters, demgemäß er Theologie studieren sollte, absolvierte er ein Studium der Rechtswissenschaften an der Universität Berlin, seine Promotion erfolgte 1848 an der Universität Jena. Sein Vater strich ihm daraufhin die finanzielle Unterstützung. Sein Studium war ihm dennoch möglich, da er als Autor, Journalist und Herausgeber eines Jahreskalenders und einer Zeitschrift tätig war. Die beiden juristischen Staatsprüfungen legte er 1841 und 1843 ab. Es folgte eine Anstellung beim Berliner Kammergericht als Referendar mit einer einjährigen Beurlaubung zum Polizeipräsidium Berlin. Dort erzielte er 1844 Erfolge und übernahm die Redaktion eines Fachblatts des Polizeipräsidiums. Weil er sich an einem Verhafteten vergriff, wurde ein Untersuchungsverfahren gegen ihn eingeleitet. Im Januar 1845 wechselte er ans Kammergericht, durfte aber weiterhin das Fachblatt redigieren.
Im Februar 1845 erhielt Stieber vom Innenministerium den Auftrag, eine aus der Provinz Schlesien eingegangene Meldung über die Umsturzverschwörung eines Tischlers namens Wurm zu überprüfen. Stieber machte in seinen Berichten den bei den Behörden in Misskredit geratenen Fabrikanten Friedrich Wilhelm Schlöffel zum Kopf der Verschwörung und erreichte dessen Verhaftung. Im Zuge dieser Aktion wurde erstmals seine Neigung deutlich, bei der Darstellung seiner eigenen Tätigkeit maßlos zu übertreiben, da er erklärte, eine von ihm vorgenommene Haussuchung sei seine 3.000ste. Das von Stieber gesammelte Belastungsmaterial gegen Schlöffel erwies sich als so unzureichend, dass dieser aus der Haft entlassen und später freigesprochen wurde. Stieber geriet ins Kreuzfeuer der öffentlichen Kritik, weil er in bürgerlichen Kreisen und im kriminellen Milieu unter falschem Namen ermittelt hatte.

### Tätigkeit als Strafverteidiger
Stiebers Stellung am Kammergericht wurde aufgrund dieser Ereignisse so schwierig, dass er ab Oktober 1845 zu einer Tätigkeit als Strafverteidiger wechselte und als solcher erfolgreich war. Da er die ihm als Redakteur des polizeilichen Fachblattes gewährte Einsicht in die Akten des Polizeipräsidiums nutzte, um sich über das gegen seine Mandanten vorliegende Beweismaterial zu informieren, entzog ihm der Polizeipräsident im März 1846 die Redaktion der Fachzeitschrift. Im April folgte ein allgemeines Hausverbot, weil sich Stieber bei der Zensurbehörde die Druckgenehmigung für sein Buch Die Prostitution in Berlin und ihre Opfer erschlichen hatte. Die 1844 gegen ihn eingeleitete Untersuchung führte im Dezember 1846 zu einem Strafverfahren, in dem er freigesprochen wurde. Die im Laufe der Verhandlung bekannt gewordenen Tatsachen führten jedoch zur Einleitung eines Disziplinarverfahrens wegen standeswidrigen Verhaltens als Kammergerichts-Referendar. Um der drohenden Entlassung zuvorzukommen, erbat und erhielt er im Februar 1847 seine Entlassung aus dem Justizdienst.
Stieber war in den folgenden Jahren ein viel beschäftigter Strafverteidiger und wurde im Januar 1848 von der Universität Jena in Abwesenheit zum Doktor iur. promoviert. In seiner Selbstdarstellung übertrieb er beträchtlich, indem er 1850 behauptete insgesamt an die 3.000 öffentliche Verteidigungsreden gehalten zu haben. Er erzielte in mehreren politischen Prozessen während und nach der Märzrevolution des Jahres 1848 aufsehenerregende Freisprüche.

### Tätigkeit im Polizeidienst
1850 musste er den Anwaltsberuf wegen gesundheitlicher Probleme aufgeben. Im November 1850 wechselte er mit Unterstützung von König Friedrich Wilhelm IV. als Polizei-Assessor ins Polizeipräsidium Berlin, der seinen Einsatz in Schlesien im Jahr 1845 nicht vergessen hatte und zu dessen Günstlingen er von nun an zählte.
Stieber gehörte zur Gruppe der von der Britischen Regierung zum Schutz der Besucher der Londoner Weltausstellung 1851 eingeladenen europäischen Polizeibeamten. Anlässlich dessen wurde ihm der Titel Polizeirat verliehen. Er benutzte die Gelegenheit zu Ermittlungen gegen die in der Stadt lebenden deutschen politischen Flüchtlinge.
Zurückgekehrt wurde Stieber in Berlin an den Ermittlungen gegen Mitglieder des Kölner Bundes der Kommunisten beteiligt. Im Kölner Kommunistenprozess 1852 blamierte er sich als Hauptzeuge der Anklage allerdings gründlich, weil sich ein von ihm als angebliches Originalprotokollbuch vorgelegter Dokumentenband als Fälschung entpuppte. Ab diesem Zeitpunkt konnte er nicht mehr für politische Untersuchungsverfahren eingesetzt werden.
In der Folge amtierte Stieber mit dem ihm im Januar 1854 verliehenen Titel Polizeidirektor als Chef der Berliner Kriminalpolizei sowie als Spezialkommissar des Finanzministeriums zur Bekämpfung des Falschmünzerwesens. Außerdem handhabte er die ihm übertragene Redaktion des Fachblattes des Polizeipräsidiums so erfolgreich, dass das Blatt 1855 zum preußischen Zentral-Polizei-Blatt aufstieg. Dabei hatten Sonderaufträge des preußischen Königs wie die mehr als einjährige Übernahme der Verwaltung des vom Konkurs bedrohten Kroll’schen Vergnügungs-Palastes Vorrang.
Stieber benutzte seine Stellung als Chef der Kriminalpolizei aber auch dazu, in zahlreichen Fällen in privatrechtliche Auseinandersetzungen über strittige finanzielle Forderungen zugunsten der gesellschaftlich-sozial besser vernetzten Partei einzugreifen und mit polizeilichen Druckmitteln die Erfüllung ihrer Forderungen in Zwangsvergleichen durchzusetzen. Mit diesen Zwangsvergleichen setzte er sich mit stillschweigender Billigung des Stadtgerichts und der Staatsanwaltschaft über die 1827 eingeführte Regelung hinweg, die in solchen Fällen die Herbeiführung des Vergleichs zwischen den Parteien durch einen unparteiischen Schiedsmann vorschrieb. Auf die gleiche Weise regelte Stieber auf Weisung von König Friedrich Wilhelm IV. Wechselschulden von Offizieren der Garderegimenter bei Berliner Geldverleihern.
Nach Übernahme der Regierungsgeschäfte durch den späteren König Wilhelm I. im Jahr 1858 wurde Stieber 1860 vor Gericht gestellt, aber nicht wegen Missachtung der Schiedsordnung angeklagt, sondern lediglich wegen Missbrauchs der Amtsgewalt bei der Herbeiführung von drei Zwangsvergleichen. Aus Mangel an Beweisen erfolgte ein Freispruch. Im Zuge der Verhandlung hatte sich aber herausgestellt, dass Stieber Verhaftete in zahllosen Fällen mit Wissen und Billigung des Stadtgerichts, der Staatsanwaltschaft und des Justizministeriums länger als die gesetzlich vorgeschriebenen 24 Stunden festgehalten hatte, bevor sie dem Untersuchungsrichter vorgeführt wurden. Der Justizskandal war beträchtlich. Um ein Ausufern zu verhindern, wurde Stieber nicht erneut angeklagt, sondern Anfang Dezember 1860 in den einstweiligen Ruhestand versetzt.

### Geheimer Regierungsrat in Bismarcks Diensten
In den folgenden Jahren arbeitete Stieber als privater Ermittler. Sein wichtigster Auftraggeber war zunächst die russische Polizei, mit der er bereits als Chef der Berliner Kriminalpolizei zusammengearbeitet hatte. Ab der Jahreswende 1863/1864 war er auch für den preußischen Regierungschef Otto von Bismarck tätig. Stieber erhielt dafür jährlich ungefähr 1.900 Taler. Sie gaben ihm die Möglichkeit, sich ein privates Netz von Korrespondenten aufzubauen. Nach einem Attentat auf Bismarck am 7. Mai 1866 wurde Stieber mit Erlaubnis des Königs auch amtlich von Bismarck beschäftigt.
Stieber nahm 1866 am Krieg gegen Österreich als Chef der aus drei Beamten bestehenden Politischen Polizei des Großen Hauptquartiers teil. Aufgrund seiner vorzüglichen Verbindungen zur Presse erreichte er, dass diese ihn der Öffentlichkeit als Leiter der Feldpolizei präsentierte. Nach dem Krieg wurde ihm der Titel Geheimer Regierungsrat verliehen.
In den folgenden Jahren ermittelte Stieber im Auftrag Bismarcks gegen die Journalisten, Herausgeber und Eigentümer der preußenfeindlichen Auslandspresse und gegen die ins Ausland ausgewichenen Anhänger des entthronten Königs Georg V. von Hannover, die von dort aus die Wiedererrichtung seines von Preußen annektierten Königreiches betrieben. Da er seine Meldungen angesichts seines schlechten Rufes nicht unter seinem eigenen Namen absetzen konnte, weil das ihre Glaubwürdigkeit beeinträchtigt hätte, eignete er sich im Herbst 1866 für seine Berichterstattung mit aktiver Unterstützung Bismarcks die Identität des für die Kriegsdauer eingerichteten und inzwischen aufgelösten Zentral-Nachrichtenbüros des Großen Generalstabs an.
Im Deutsch-Französischen Krieg 1870/71 war Stieber erneut Chef der Politischen Polizei des Großen Hauptquartiers. Er trug zwar Bismarck regelmäßig die polizeiliche Sicherheitslage am jeweiligen Standort vor, hatte dabei aber keine selbständige Stellung, sondern unterstand insbesondere während der Belagerung von Paris in Versailles in polizeilichen Angelegenheiten dem von Wilhelm I. ernannten Präfekten des Departments und in militärischen Angelegenheiten dem Offizier vom Platz der Stadtkommandantur. Sein Beitrag zur Beschaffung militärischer Nachrichten war bescheiden. Nach dem Ende des Krieges hatte Bismarck kein Interesse mehr an den Themen, zu denen Stieber und seine Korrespondenten berichten konnten. Er erhielt daher 1873 die Weisung, sie abzufinden und seine eigenen Ausgaben auf das Notwendigste zu beschränken. Zudem lag der Schwerpunkt der Geheimdienstarbeit inzwischen auf dem 1869 eingerichteten und in den Jahren seitdem stark gewachsenen dauerhaften Nachrichtenbüro des Generalstabs. Ansätze, Steibers Organisation zu Gunsten dieser Stelle aufzulösen, hatte es bereits 1870 gegeben. Der Krieg und die Besetzung Frankreichs, für die weiter auch zivil geführte Agenten genutzt wurden, hatte diesen Schritt nur aufgeschoben.
Stieber zog sich daraufhin 1874 von den Geschäften zurück. Er starb 1882 als wohlhabender Mann in seinem Haus Matthäikirchstraße 4 in Berlin. Der Gesamtwert seines Nachlasses belief sich auf etwa 450.000 Mark. Er bestand in der Hauptsache aus drei Immobilien – dem Berliner Wohnhaus der Familie, einem Landgut an der Oder und einem Rittergut in Belsin im Norden der Provinz Posen im heutigen Polen.

## Familie
Stieber heiratete 1848 Maria Komitsch, deren Mutter Friederike Komitsch in erster Ehe mit dem Schauspieler Ludwig Devrient verheiratet war. Bereits seit 1845 unterhielt er mit ihr eine uneheliche Beziehung. Aus der Verbindung stammten zwei uneheliche und 15 eheliche Kinder, darunter der Jurist Paul Stieber (1856–1944), Vater des Komponisten Hans Stieber und des Tenors Paul Devrient.

## Vom Leben zur Legende
Stiebers nach seinem Tod als Denkwürdigkeiten des Geheimen Regierungsrathes Dr. Stieber herausgegebene Aufzeichnungen wurden zur Inspiration zahlreicher Schriftsteller und Journalisten. Diese griffen die darin enthaltenen Übertreibungen bezüglich Stiebers Dienst-Zuständigkeiten auf und bauten sie im Laufe der Zeit in verschiedenen Varianten immer weiter aus. Damit wurde ein wissenschaftlich umstrittenes Bild Stiebers und seiner tatsächlichen Bedeutung für den Aufbau und Ausbau des preußischen Geheimdienstes gezeichnet.
Zwei Jahrzehnte nach dem Ende des Zweiten Weltkriegs setzte sich der „legendäre Stieber“ endgültig durch. Zum Beispiel stellte ihn der ehemalige Chef des US-amerikanischen Geheimdienstes CIA, Allen Dulles, in seinem 1963 erschienenen Buch Im Geheimdienst als Chef des preußischen militärischen Nachrichtendienstes und der preußischen Geheimpolizei dar. 1971 schlossen sich zwei Redakteure des Nachrichtenmagazins Der Spiegel in ihrem Buch Pullach intern diesem Trend an und schrieben Stieber sämtliche Leistungen des Nachrichten-Bureaus des Großen Generalstabs zu.
Stiebers postum im Jahr 1978 erschienene und angeblich aus Familienbesitz stammende Memoiren Spion des Kanzlers wurden bereits kurze Zeit nach ihrer Veröffentlichung durch Hans-Joachim Schoeps als Fälschung entlarvt.
Auch im Roman Der Friedhof in Prag von Umberto Eco fand Stieber Verwendung.

## Titel und Auszeichnungen
Stieber wurden mehrere Titel verliehen. 1851 wurde er zum Polizeirat ernannt, 1854 zum Polizeidirektor und 1866 zum Geheimen Regierungsrat. Des Weiteren erhielt er folgende Orden:
- 1854: Ritterkreuz des Ordens Heinrichs des Löwen 3. Klasse, Herzogtum Braunschweig
- 1855: Roter Adler-Orden IV. Klasse
- 1855: St. Stanislaw Orden II. Klasse
- 1866: St. Annen-Orden II. Klasse
- 1868: die Brillanten zum St. Annen-Orden II. Klasse
- 1870: Stern zum St. Stanislaw-Orden
- 1871: Eisernes Kreuz II. Klasse am Nichtkombattanten-Band

## Werke (Auswahl)
- Die Prostitution in Berlin und ihre Opfer in historischer, sittlicher, medizinischer und polizeilicher Beziehung beleuchtet. Hofmann, Berlin 1846. Digitalisat (MDZ Reader)
- Der erste politische Prozeß vor den Geschwornen Berlins, betreffend die Anklage des Ober-Staatsanwalts Sethe wider den Literaten Robert Springer wegen Majestätsbeleidigung: nach stenographischen Berichten dargestellt vom Vertheidiger des Angeklagten. Robert Springer, Berlin 1849. SBB Digitale Sammlungen
- Die Gesetzgebung des Preußischen Staats seit Einführung der constitutionellen Regierungsform … A. W. Hayn, Berlin.
  - 1850. Theil 1 Digitalisat (MDZ Reader)
  - 1851. Theil 2 Digitalisat (MDZ Reader)
  - 1852. Theil 3 Digitalisat (MDZ Reader)
  - 1853 Die Gesetzgebung des Preußischen Staats seit Einführung der constitutionellen Regierungsform … 4. Band. A. W. Hayn, Berlin.
- mit K. Wermuth: Die Communisten -Verschwörungen des neunzehnten Jahrhunderts. Im amtlichen Auftrage zur Benutzung der Polizei-Behörden der sämmtlichen deutschen Bundesstaaten. Erster Theil. Enthaltend: Die historische Darstellung der betreffenden Untersuchungen. A. W. Hayn, Berlin 1853. (Reprint: Olms, Hildesheim 1969 und Verlag Klaus Guhl, Berlin 1976.) Erster Theil (MDZ Reader), Zweiter Theil (MDZ Reader)
- mit K. Wermuth: Die Communisten -Verschwörungen des neunzehnten Jahrhunderts. Im amtlichen Auftrage zur Benutzung der Polizei-Behörden der sämmtlichen deutschen Bundesstaaten. Zweiter Theil. Enthaltend: Die historische Darstellung der betreffenden Untersuchungen. A. W. Hayn, Berlin 1854.
- Die Erfahrungen des Königl. Polizei-Präsidii zu Berlin, betreffend die Anwendung des Gesetzes vom 11. Apr. 1854 über die Beschäftigung der Strafgefangenen mit Arbeiten in freier Luft. A. W. Hayn, Berlin 1856. Digitalisat (MDZ Reader)
- Practisches Lehrbuch der Criminal-Polizei. Auf Grund eigener langjähriger Erfahrungen zur amtlichen Benutzung für Justiz- und Polizeibeamte und zur Warnung und Belehrung für das Publikum bearbeitet von Wilhelm Stieber. A. W. Hayn, Berlin 1860. (Reprint: Kriminalistik-Verlag, Heidelberg 1983) Digitalisat (MDZ Reader)
- Denkwürdigkeiten des Geheimen Regierungsrathes Dr. Stieber. Aus seinen hinterlassenen Papieren bearbeitet von Dr. Leopold Auerbach. Engelmann, Berlin 1884.
- Spion des Kanzlers. Die Enthüllungen von Bismarcks Geheimdienstchef. Seewald, Stuttgart 1978, ISBN 3-512-00518-7.
- als Hrsg.: Berliner Polizei- und Kriminalzeitung. Ab 1846